# Amor en silencio
Amor en silencio (no Brasil: Amor em Silêncio) é uma telenovela mexicana produzida por Carla Estrada para a Televisa. Foi exibida pelo Canal de las Estrellas entre 29 de fevereiro e 5 de agosto de 1988.
A trama, que teve duas fases, contou com argumento de Eric Vonn e Liliana Abud e direção de Miguel Córcega, Luis Vélez e Mónica Miguel.
A 1ª fase foi protagonizada por Erika Buenfil e Arturo Peniche, co-protagonizada por Laura León e antagonizada por Elvira Monsell, Margarita Sanz e Joaquín Cordero, contando com as participações estelares de Lucha Moreno e Saby Kamalich.
Na 2ª fase, permaneceram Erika Buenfil protagonista, Margarita Sanz e Elvira Monsell [antagonistas], Joaquín Cordero e Lucha Moreno participações estelares sendo incluídos nesta fase Omar Fierro como protagonista, Patricia Pereyra e Rafael Rojas como co-protagonistas, Alberto Mayagoitía, Alberto Estrella e a primeira atriz Ada Carrasco como antagonistas, contando com as participações estelares de Olivia Bucio, Edgardo Gazcón e Cynthia Klitbo.

## Sinopse

### 1ª Fase
Marisela (Erika Buenfil) é uma jovem rica, bonita e inteligente, mas que sente um vazio no coração, até conhecer Fernando (Arturo Peniche), um homem bom, honesto e de família abastada, por quem Marisela se apaixona, e ele corresponde a este amor. Mas as famílias, tanto de Fernando quanto de Marisela, se opõem à relação dos dois.
De um lado, Miguel (Joaquín Cordero), pai de Marisela, recusa-se a aceitar Fernando como parte da família, por querer que sua filha encontre algo melhor. Do outro, está Mercedes (Margarita Sanz), irmã de Fernando, que se sente apaixonada pelo mesmo e tem ciúmes dele com outra mulher. E, para piorar, Paola (Elvira Monsell), irmã de Marisela, também está apaixonada por Fernando e não quer deixá-lo nas mãos de Marisela.
Mesmo assim, contra tudo e contra todos, Marisela decide se casar com Fernando o mais rápido possível e viver ao lado dele e da filha, Ana. Porém, o pior dos acontecimentos se dá na festa da boda: Mercedes, louca de ciúmes, pega uma arma e atira pra todos os lados. Por uma parte, ela consegue o que queria: matar Marisela e Fernando. Mas, por outra, a mãe de Marisela, Andrea (Saby Kamalich) sofre uma parada cardiorrespiratória e também morre no meio do tiroteio.

### 2ª Fase
Anos depois, Ana (Erika Buenfil), filha de Marisela e Fernando, que passou a infância e a adolescência em um internato nos EUA, volta para o México acompanhada de uma colega de internato e amiga sua, Sandy (Patricia Pereyra). Ana se instala na casa de seu avô e sua tia, e se torna parecida com sua falecida mãe.
Esta semelhança faz com que Miguel tente concertar os erros do passado, onde não havia ouvido sua filha, dando a Ana todo o amor e carinho de avô a ela. Mas Paola despreza sua sobrinha, por representar o fruto do antigo amor de sua irmã.
Mas, há alguém que está de olho em Ana: é o jovem Ángel Trejo (Omar Fierro), filho adotivo de Miguel e Andrea, um deficiente auditivo que, desde a infância, era apaixonado por Ana, mas não podia expressar-lhe este amor. Ángel decide lutar por ela tarde demais: Ana se compromete com Diego Robles (Alberto Mayagoitía), que quer usá-la como objeto de vingança contra seu pai.
Na verdade, Diego é filho de Miguel, fruto de uma relação extraconjugal dele com Elena (Olivia Bucio), apesar de Miguel ainda estar casado com Andrea à época. Além de Diego, Miguel e Elena tiveram outro filho, Tomás (Edgardo Gazcón). Mas é Diego quem tem ódio de Miguel, por este não tê-lo reconhecido como filho. O ressentimento do rapaz fora alimentado, principalmente, por Ada (Ada Carrasco), a avó materna de Diego. Foi Ada quem deixou a família de Miguel na ruína, utilizando Paola, sua própria filha, para chantageá-lo e lhe tirar dinheiro, mesmo contra a vontade de Elena, que estava disposta a se casar com Miguel e nunca se interessou em exigir-lhe algo.
Portanto, Diego e Tomás são irmãos de Marisela, ou seja, tios de Ana.
Há ainda um outro obstáculo que Ana e Ángel têm que enfrentar antes de ficarem juntos: Mercedes, tia de Ana, que durante todos estes anos estava internada em um manicômio e volta em busca de vingança. Devido à semelhança de Ana com Marisela, Mercedes pensa que esta última escapara do atentado e tenta acabar com Ana de uma vez por todas.

## Elenco
- Erika Buenfil - Marcela (Marisela) Ocampo / Ana Silva Ocampo
- Arturo Peniche - Fernando Silva
- Omar Fierro - Ángel Trejo
- Joaquín Cordero - Miguel Ocampo
- José Elías Moreno - José María
- Oscar Morelli - Julián
- Saby Kamalich - Andrea Trejo de Ocampo
- Margarita Sanz - Mercedes Silva
- Elvira Monsell - Paola Ocampo
- Alberto Estrella - Pedro
- Carlos Espejel - Aníbal
- Isabel Martínez "La Tarabilla" - Martina
- Patricia Pereyra - Sandy Grant
- Edgardo Gazcón - Tomás Ocampo Robles
- Alberto Mayagoitía - Diego Ocampo Robles
- Rafael Rojas - Sebastián
- Cynthia Klitbo - Aurora
- Olivia Bucio - Elena Robles
- Laura León - Alejandra
- Claudia Guzmán - Gaby
- Lucha Moreno - Consuelo
- Fernando Balzaretti - Jorge Trejo
- Alejandra Maldonado - Mayra
- Miguel Macía - Roberto
- Marina Marín - Olivia
- Aurora Alonso - Gudelia
- Patricia Martínez - Olga
- Fabiola Elenka Tapia - Ana (jovem)
- Juan Bernardo Gazca - Ángel (jovem)
- Rodrigo Ramón - Ángel (adolescente)
- Luis Rábago - Carlos
- Ada Carrasco - Ada vda. de Robles
- Marta Aura - Celia
- Bárbara Córcega - Mindys
- Jorge Russek - Anthony Grant
- Jaime Lozano - Chucho
- Rosa Furman - Rosario
- Mauricio Armando - Tomás (jovem)
- Blanca Sánchez - Isabel Larios de Grant
- Olvido Gara “Alaska” - Ella misma
- Rafaello - Marcelo
- María Montaño - Luciana
- Raquel Morell - Lizbeth
- Morenita - Linda
- Ricardo de Loera - Agente policial
- Ana María Aguirre - Psiquiatra de Mercedes
- Marcela Davilland
- Jéssica Jurado
- Bamini
- Beatrice Dominguel
- América Gabriel
- Agustín López Zavala
- Lupita Ochoa
- Javier Rivero
- Roberto Blandón
- Elena Silva

## Exibição no Brasil
Foi exibida no Brasil pelo SBT, entre 1 de junho e 9 de agosto de 1993, substituindo Eu não acredito nos homens.

## Prêmios e indicações

### Prêmio TVyNovelas 1989
| Categoria                    | Indicado(a)              | Resultado |
| ---------------------------- | ------------------------ | --------- |
| Melhor telenovela            | Carla Estrada            | Venceu    |
| Melhor ator protagonista     | Arturo Peniche           | Indicado  |
| Melhor atriz antagonista     | Margarita Sanz           | Venceu    |
| Melhor ator principal        | Joaquín Cordero          | Venceu    |
| Melhor atriz juvenil         | Erika Buenfil            | Venceu    |
| Melhor ator juvenil          | Omar Fierro              | Indicado  |
| Revelação feminina           | Elvira Monsell           | Venceu    |
| Melhor direção de câmera     | Alejandro Frutos         | Indicado  |
| Melhor história ou adaptação | Liliana Abud e Eric Vonn | Venceu    |

## Adaptações posteriores
Duas adaptações de Amor en silencio foram realizadas ao longo dos anos:
- A primeira, Háblame de amor, fora produzida por Luis Vélez e exibida pela TV Azteca, rival da Televisa, que produziu a versão original da trama. Háblame de amor foi escrita por Eric Vonn e teve 130 capítulos, mas não obteve tanto êxito. Esta versão fora protagonizada por Danna García (quem interpretou os papéis correspondentes a Erika Buenfil). Seus pares foram Bruno Bichir na 1ª fase e Mauricio Ochmann na 2ª fase. Patricia Pereyra, que em Amor en silencio interpretara Sandy, melhor amiga de Ana na 2ª fase, fez a personagem correspondente a Margarita Sanz em Háblame de amor. Na 2ª fase desta, as vilãs foram Ximena Rubio (fazendo a personagem que Elvira Monsell interpretou no original) e a primeira atriz Alma Delfina (que interpretou o papel que corresponde a Ada Carrasco).
- A segunda e mais recente se chama A que no me dejas, que foi exibida pela Televisa entre 27 de julho de 2015 e 7 de fevereiro de 2016, sob a produção de Carlos Moreno Laguillo. Esta versão foi protagonizada por Camila Sodi e Osvaldo Benavides e antagonizada por Laura Carmine, Alejandra Barros e pelo primeiro ator Arturo Peniche [que interpretara Fernando em Amor en silencio], contando com as participações estelares de Leticia Calderón, Alfredo Adame e Cecilia Gabriela. Para a segunda fase, está incluída a participação de Ignacio Casano fazendo o papel de Mauricio,  que na primeira fase é interpretado pelo jovem ator Diego Escalona.